# Everyman’s War – Hölle in den Ardennen
Everyman’s War – Hölle in den Ardennen (Originaltitel: Everyman’s War) ist ein Kriegsfilm des Regisseurs Thad Smith, der am 22. Mai 2009 in den Vereinigten Staaten seine Premiere hatte. Der Film ist am 10. Juni 2010 im deutschsprachigen Raum erschienen, bisher nur auf DVD und Blu-ray.

## Handlung
Der Film erzählt die Kriegsgeschehnisse nach den Erinnerungen des Zweiten-Weltkriegs-Veteranen Don Smith, als er durch einen Brief vom Tod seines ehemaligen Kriegskameraden erfährt.
Im September 1944 werden vier junge Soldaten mit der Queen Elizabeth nach Europa geschickt, um in der 94th Infantry Division „Neuf-cats“ – auch bekannt als „Patton's Golden Nugget“ – gegen die deutsche Wehrmacht zu kämpfen: der 19-jährige Fabrikarbeiter Don Smith aus Forest Grove in Oregon, der seine liebste Dorin zurücklässt, der 19-jährige Farmerssohn Robert Fuller aus Norris in Kansas, der um Akzeptanz bemühte deutschstämmige Tankwart Karl Heinrich aus Boston und der zum Kriegsdienst verurteilte Jungganove Angelo Benedetto aus der New Yorker Bronx.
Nach einem kurzen Aufenthalt in Schottland greifen sie im Oktober 1944 in St. Nazaire ins Kriegsgeschehen ein. In den Wintermonaten 1944/1945 werden sie in Richtung Nennig in den Ardennen in Marsch gesetzt, um der zurückgeworfenen Wehrmacht nachzusetzen. Diese hat jedoch die Order, die Alliierten im Rahmen der Ardennenoffensive zurück über die Mosel aus dem Deutschen Reich zu drängen. Das 110. Regiment soll nach Tettingen vorstoßen, um die US-Amerikaner dort anzugreifen. Diese rechnen wegen der Wetterlage und 60 cm Neuschnees nicht mit einem massiven Angriff der deutschen Truppen. Als die Deutschen mit der 11. Panzer-Division an der Siegfried-Linie auf Nennig vorstoßen, erhält Smith den Auftrag, die US-Truppen vor der Gegenoffensive zu warnen. Auf seinem Weg dorthin wird er angeschossen, schafft es aber dennoch, seine Kameraden zu erreichen.
Im weiteren Verlauf des Kriegs kommt Smith an die deutsch-tschechische Grenze, wo er die Erschießung eines deutschen Kriegsgefangenen durch einen hasserfüllten Kameraden verhindern kann. Als er ihn zu einem Gefangenenlager überführen will, erschießt sich dieser aus lauter Verzweiflung mit einer gefundenen Pistole. Smith findet bei ihm einen Brief und nimmt diesen an sich.
Nach dem Krieg trifft der zum Sergeant beförderte Smith, der sich auf dem Weg von Chicago nach Forest Grove befindet, auf einem Bahnhof den deutschen Immigranten Otto Wagner, der ihm den Brief des deutschen Soldaten übersetzt. Aus diesem erfährt er von dem Schicksal der jüdischstämmigen Familienangehörigen des Deutschen und somit den Grund für dessen Suizid.

## Produktion
Die Produktionskosten beliefen sich auf geschätzte 720.000 US-Dollar.
Die Aufnahmen fanden überwiegend auf Filmsets im US-Bundesstaat Oregon und in Ridgefield im US-Bundesstaat Washington statt.

## Auszeichnungen
- 2009: GI Film Festival „Best Narrative Feature“[4]
- 2009: „Film Excellence Award“ by Film Oregon

## Kritiken
„In Amerika scheint es angesagt zu sein, Kriegsabenteuer und Heldentaten näherer bis entfernter Ahnen in ambitionierten und für wenig Geld realisierten Independentfilmen zu würdigen. Ein Beispiel dafür ist dieses moderat spannende und anrührende WWII-Drama, in dem der 47-jährige Regisseur und Autor Thad Smith eine abenteuerliche Frontstory seines Vaters Don Smith interpretiert. Cole Carson („Shoot the Moon“) überzeugt als junger Mr. Smith in einem handwerklich routiniert gemachten Kriegsdrama, das auf Militärfilmfestivals angeblich viel Beifall fand.“